# Lunch!
Lunch! was een radioprogramma van de NCRV dat vanaf augustus 2008 op werkdagen van 12.15 tot 13.30 uur werd uitgezonden op de Nederlandse zender NPO Radio 1. Het programma werd gepresenteerd door Ghislaine Plag en sinds november 2009 door Jurgen van den Berg. De laatste uitzending van Lunch! was op 31 december 2013, daarna werden de onderdelen het Mediaforum en de Nationale Nieuwsquiz opgenomen in het KRO-NCRV-programma De ochtend.

## Inhoud
Het programma bevatte medianieuws en interviews. Vaste onderdelen waren het Radiodagboek, het Mediaforum en de Nationale Nieuwsquiz, waarin een deelnemende luisteraar in de studio in de eerste ronde (De Nieuwsfactor) een aantal vragen over het actuele nieuws moet beantwoorden. In de tweede ronde (Het Nieuwskanon) moet de deelnemer in 90 seconden zo veel mogelijk vragen beantwoorden. Het aantal goede antwoorden uit de twee rondes worden vermenigvuldigd. De kandidaat met het hoogste aantal punten van de week krijgt op vrijdag (per telefoon) een prijs uitgereikt. Na het nieuws van 13.00 uur werd in Lunch! de stelling van Stand.nl bekendgemaakt. 